# Istmo di Kra
L'istmo di Kra è la striscia di terra che collega la penisola malese con l'Asia continentale: prende il nome dalla città di Kra Buri, nella provincia di Ranong (Thailandia), situata nella parte più stretta dell'istmo.
La sua parte orientale, che si affaccia sul golfo di Thailandia, appartiene alla Thailandia, mentre la parte occidentale, che affaccia sul Mar delle Andamane, fa parte della Birmania (Divisione di Tanintharyi).
La costruzione di un canale che tagli l'istmo, detto canale di Kra, è stata proposta fin dal XVII secolo, ed è tuttora in discussione.